# 圣洛伦佐-迪塞巴托
圣洛伦佐-迪塞巴托（義大利語：San Lorenzo di Sebato），是意大利博尔扎诺-上阿迪杰自治省的一个市镇。总面积51平方公里，人口3717人，人口密度72.9人/平方公里（2009年）。ISTAT代码为021081。